# La Chapelle-sous-Orbais
La Chapelle-sous-Orbais és un municipi francès, situat al departament del Marne i a la regió del Gran Est. L'any 2007 tenia 44 habitants.

## Demografia

### Població
El 2007 la població de fet de La Chapelle-sous-Orbais era de 44 persones. Hi havia 13 famílies, de les quals 10 eren parelles amb fills i 3 eren famílies monoparentals amb fills.
La població ha evolucionat segons el següent gràfic:
Habitants censats

### Habitatges
El 2007 hi havia 17 habitatges, 15 eren l'habitatge principal de la família, 2 eren segones residències i 1 estava desocupat. Tots els 17 habitatges eren cases. Dels 15 habitatges principals, 11 estaven ocupats pels seus propietaris, 3 estaven llogats i ocupats pels llogaters i 1 estava cedit a títol gratuït; 1 tenia dues cambres, 2 en tenien tres, 1 en tenia quatre i 11 en tenien cinc o més. 15 habitatges tenien, pel cap baix, una plaça de pàrquing. A 3 habitatges hi havia un automòbil i a 10 n'hi havia dos o més.

### Piràmide de població
La piràmide de població per edats i sexe el 2009 era:
| Homes | Edats   | Dones |
| ----- | ------- | ----- |
| 0     | 95 o +  | 0     |
| 0     | 90 a 94 | 0     |
| 0     | 85 a 89 | 0     |
| 0     | 80 a 84 | 0     |
| 0     | 75 a 79 | 0     |
| 4     | 70 a 74 | 4     |
| 0     | 65 a 69 | 0     |
| 4     | 60 a 64 | 4     |
| 0     | 55 a 59 | 0     |
| 0     | 50 a 54 | 0     |
| 8     | 45 a 49 | 0     |
| 0     | 40 a 44 | 8     |
| 0     | 35 a 39 | 0     |
| 0     | 30 a 34 | 0     |
| 0     | 25 a 29 | 0     |
| 4     | 20 a 24 | 0     |
| 0     | 15 a 19 | 0     |
| 8     | 10 a 14 | 4     |
| 0     | 5 a 9   | 0     |
| 0     | 0 a 4   | 0     |

## Economia
El 2007 la població en edat de treballar era de 28 persones, 26 eren actives i 2 eren inactives. Les 26 persones actives estaven ocupades (14 homes i 12 dones). Les 2 persones inactives estaven jubilades.
Activitats econòmiques
Dels 2 establiments que hi havia el 2007, 1 era d'una empresa de construcció i 1 d'una empresa de serveis.
L'únic servei als particulars que hi havia el 2009 era un guixaire pintor.
L'any 2000 a La Chapelle-sous-Orbais hi havia 13 explotacions agrícoles.

## Poblacions més properes
El següent diagrama mostra les poblacions més properes.